# 座標時
相对论中，利用时空座標系表達計算結果很方便。這裡的時空坐標系隱含了「假想每個時空點都有觀察者」的意義。在許多（但不是全部）座標系中，發生於某一瞬間、某一地點的事件可由一個時間座標和三個空間座標標定。论述由時間座標標定的時間时，人们通常会用座標時这个名词，以强调他们谈论的对象不是原時。
依慣例，狭义相对论中慣性觀察者所觀測到的事件的座標時和原時相同。這裡的原時是與事件處於同一位置的時鐘讀值。對觀察者而言，該時鐘看起來靜止不動，並已使用愛因斯坦同步約定校正過，與觀察者的時鐘同步。

## 座標時、原時以及
廣義相對論排除了許多古典力學的假設以及古典理論描述時空所用到的假設，因此必須在理論框架下嚴謹定義同步（synchronization）和同時性（simultaneity）相關的其他概念。愛因斯坦定義了特定的時鐘同步程序，有限同時性的概念因而產生。:82
兩個事件只有在選定的座標時具有相同值的時候，才會稱為「在選定的參考系同時（simultaneous）」。這也表示，它們在其他參考系之下可能不會同時。:955:82
在名義上定義參考系的地方擺一個時鐘，無法測量該參考系的座標時：位在太陽系質心的時鐘無法量到質心座標系的座標時；放在地心的時鐘也無法量到地心系的座標時。:954

## 數學表示式
根據廣義相對論，處在非慣性系的觀察者可以更自由地選擇座標系。對一個空間座標為定值的時鐘，原時 {\displaystyle \tau } （希腊字母小寫的tau）和座標時 {\displaystyle t} 的關係如下（以時間膨脹率為例）：
| {\displaystyle {\frac {d\tau }{dt}}={\sqrt {-g_{00}}}} |  | 1 |

在此，{\displaystyle g_{00}} 為度量張量的分量，體現了引力時間膨脹（依慣例，第零個分量類時）。
另一種列式方式列出含有 {\displaystyle {\frac {1}{c^{2}}}} 的（二次）修正項，使原時和座標時的關係能以力學上更容易辨認的量表達。:36
| {\displaystyle {\frac {d\tau }{dt}}=1-{\frac {U}{c^{2}}}-{\frac {v^{2}}{2c^{2}}}} |  | 2 |

其中：
{\displaystyle U=\sum _{i}{\frac {GM_{i}}{r_{i}}}}
為周圍物體（質量）引起的重力位的總和，{\displaystyle r_{i}} 為各物體離時鐘的距離。{\displaystyle {\frac {GM_{i}}{r_{i}}}} 的和是牛頓重力位（加上欲考慮進來的潮汐位）的和的近似值，因天文上的慣例而使用正號表達。
此外，{\displaystyle c} 為光速，{\displaystyle v} 為所選的參考系座標的時鐘移動的速率：
| {\displaystyle v^{2}=(dx^{2}+dy^{2}+dz^{2})/(dt_{c})^{2}} |  | 3 |

其中，{\displaystyle dx,dy,dz,dt_{c}} 為時鐘所在參考系中位置的空間座標（{\displaystyle x,y,z}）和座標時（{\displaystyle t_{c}}）的微小增量。{\displaystyle x,y,z} 三個類空座標彼此正交。
式 (2) 是基礎的、引用很多的微分方程，表達了原時和座標時的關係。以史瓦西度規為起始的推導請參：重力和運動引起的時間膨脹。

## 量測
座標時無法由測量而得，只能由計算得出。計算方式：讀取真實時鐘上的數值（原時），代入式 (2) 或其他表達時間膨脹關係的式子得出。
為了說明，可假想出時鐘的原時和座標時剛好相符的觀察者和其軌跡。要滿足原時和座標時相符，必須使觀察者和時鐘在所選參考系處於靜止狀態（式 (2) 的 {\displaystyle v=0}），並無限遠離（現實中無法達成的條件）參考系中的重力質量，使該系的重力位在觀察者處的位置為零（式 (2) 的 {\displaystyle U=0}）。例如，對於質心座標時，該觀察者必須無限遠離太陽系，使太陽系的重力位於他所在的地點消失；觀察者相對於太陽系的質心也必須靜止不動。這個說明用處有限，因為座標時在參考系中的每一點都有定義，但為了說明而選擇的假想觀察者和時鐘只有有限的軌跡可以選擇。並且，這類假想觀察者無法用來說明重力位不為零時的情況（如：處在太陽系內的情況）。另外，在某些參考系找不到這類假想觀察者。:955

## 座標時標
座標時標是一種時間標準，設計給需要考慮座標時相對論性效應的計算使用。選擇時間座標意味著選擇了參考系。
如上所述，時間座標可以藉由時鐘的原時進行有限程度的說明。該時鐘理論上必須離研究者感興趣的物體無限遠，並且相對於所選參考系處於靜止狀態。名義上，這個時鐘處於所有重力井之外，因此不受重力時間膨脹影響。位於重力井內物體的原時會過得比座標時慢，即使它們相對於座標參考系處於靜止狀態。觀測所有物體都必須考慮到重力和運動引起的時間膨脹，而這些效應是「物體相對於參考系的速度」和式 (2) 給的「重力位」的函數。
國際天文聯會（IAU）定義了四種專門為天文學設計的座標時標。質心座標時（TCB）基於和太陽系的質心一起移動的參考系，用於計算太陽系內的天體運動。從地球的觀點來看，廣義的時間膨脹（包含重力時間膨脹）使質心座標時的時間單位（SI秒）過得比地球上時鐘量得的還快。因此，為了天文上實用的目的，定義了質心座標時的縮放版本，因歷史原因稱為質心力學時（TDB）。質心力學時的時間單位從地球表面觀測為SI秒，從而確保TDB和地球時（TT）在幾千年內的誤差會維持在2毫秒內。TDB的時間單位如果由前述的假想觀察者測量（在參考系處於靜止且處於無限遠的距離之外）只會比SI秒慢一點點。
地心座標時（TCG）定義為與地心（地球中心）一起移動的參考系，原則上用於地球上和地球內部的現象，如地球自轉和衛星的運動。出於與定義TDB相同的原因（TCG的SI秒比地球表面時鐘量得的SI秒稍快，雖然幅度和前者相比小得多），這裡也定義了地球時（TT），為TCG的縮放版本，縮放比例使其在大地水準面的單位等於SI秒。